# Subdivisions des Îles Marshall

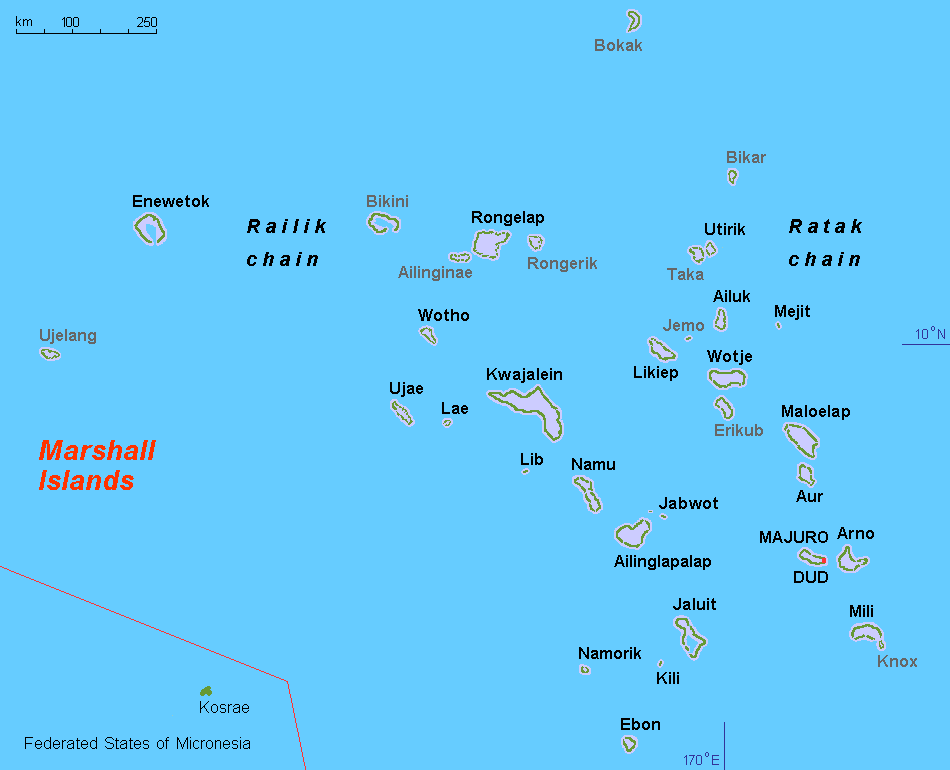
La carte des subdivisions des Îles Marshall.

La république des Îles Marshall est divisé en 29 atolls (chacun composé de plusieurs îlots) et 5 îles (en fait d'anciens atolls surélevés dont le lagon central a émergé par la croissance du massif corallien pour ne plus former qu'une seule île et quelques récifs coralliens périphériques).
Ceux-ci peuvent être divisés en deux groupes formant chacun une même chaîne géologique : Ralik à l'ouest (18 atolls ou îles) et Ratak à l'est (16 atolls ou îles).

## Municipalités
Administrativement, le pays est divisé en 24 municipalités, correspondant aux 24 atolls ou îles isolées ayant une population permanente, qui sont chacun considérés comme des districts électoraux.
Les 10 autres atolls ou îles formaient aussi des municipalités inhabitées, administrées par l'État, mais elles sont aujourd'hui fusionnées administrativement avec les municipalités d'autres îles habitées proches (l'exception est l'atoll de Bikini aujourd'hui inhabitable, dont la majorité des habitants ont été évacués d'abord vers l'atoll de Rongerik puis vers l'île lointaine de Kili).
Ces 24 municipalités sont regroupées en deux divisions de premier niveau correspondant aux chaines d'îles.
| Municipalité | Nom en marshallais                                | Code ISO 3166-2 | Code FIPS 10-4 | Code FIPS PUB 6-4         | Chaîne d’îles | Superficie (km²)      | Population            |
| --- | ------------------------------------------------- | --------------- | -------------- | ------------------------- | ------------- | --------------------- | --------------------- |
| Ailinglaplap ou Ailinglapalap                                                                                    | Aelōn̄ḷapḷap                                       | MH-ALL          | RM01           | 010                       | Ralik         | 15                    | 1 959                 |
| Ailuk | Aelok                                             | MH-ALK          | RM02           | 030                       | Ratak         | 5                     | 513                   |
| Arno | Arṇo                                              | MH-ARN          | RM03           | 040                       | Ratak         | 13                    | 2 069                 |
| Aur | Aur                                               | MH-AUR          | RM04           | 050                       | Ratak         | 6                     | 537                   |
| Ebon | Epoon                                             | MH-EBO          | RM06           | 080                       | Ralik         | 6                     | 902                   |
| Eniwetok-et-Ujelang ou Enewetak-et-Agelong : - Eniwetok ou Enewetak - Ujelang ou Agelong (inhabitée)             | Ānewetak & Wūjlan̄: - Ānewetak - Wūjlan̄            | MH-ENI          | RM07           | — - 090 - 400             | Ralik         | 8 - 6 - 2             | 853 - 853 - 0         |
| Jabat ou Jabwot                                                                                                  | Jebat                                             | MH-JAB          | RM08           | 110                       | Ralik         | 0,5                   | 95                    |
| Jaluit | Jālwōj                                            | MH-JAL          | RM09           | 120                       | Ralik         | 11                    | 1 669                 |
| Kili-Bikini-Ejit ou Bikini-et-Kili : - Kili - Bikini (inhabitée)                                                 | Pikinni & Kōle : - Kōle - Pikinni                 | MH-KIL          | RM05           | — - 140 - 070             | Ralik         | 7 - 1 - 6             | 774 - 774 - 0         |
| Kwajalein | Kuwajleen                                         | MH-KWA          | RM10           | 150                       | Ralik         | 16                    | 10 902                |
| Lae | Lae                                               | MH-LAE          | RM11           | 160                       | Ralik         | 1                     | 322                   |
| Lib | Ellep                                             | MH-LIB          | RM12           | 170                       | Ralik         | 1                     | 147                   |
| Likiep-et-Jemo : - Likiep - Jemo (inhabitée)                                                                     | Likiep & Jemo: - Likiep - Jemo                    | MH-LIK          | RM13           | — - 180 - 130             | Ratak         | 10,5 - 10 - 0,5       | 527 - 527 - 0         |
| Majuro (capitale du pays)                                                                                        | Mājro                                             | MH-MAJ          | RM14           | 190                       | Ratak         | 10                    | 23 676                |
| Maloelap | Ṃaḷoeḷap                                          | MH-MAL          | RM15           | 300                       | Ratak         | 10                    | 856                   |
| Mejit | Mājej                                             | MH-MEJ          | RM16           | 310                       | Ratak         | 2                     | 416                   |
| Mili : - Mili - Nadikdik ou Knox (inhabitée)                                                                     | Mile: - Mile - Ņadikdik                           | MH-MIL          | RM17           | 320                       | Ratak         | 17 - 16 - 1           | 1 032 - 1 032 - 0     |
| Namorik ou Namdrik                                                                                               | Naṃdik                                            | MH-NMK          | RM18           | 330                       | Ralik         | 3                     | 772                   |
| Namu | Naṃo                                              | MH-NMU          | RM19           | 340                       | Ralik         | 6                     | 903                   |
| Rongelap ou Ronglap : - Rongelap ou Ronglap - Ailinginae (inhabitée) - Rongerik ou Rongdrik (inhabitée)          | Ron̄ḷap: - Ron̄ḷap - Aelōn̄in Ae - Ron̄dik            | MH-RON          | RM20           | — - 350 - 007 - 360       | Ralik         | 13 - 8 - 3 - 2        | 19 - 19 - 0 - 0       |
| Ujae | Ujae                                              | MH-UJA          | RM21           | 390                       | Ralik         | 2                     | 440                   |
| Utirik ou Utrik : - Utirik ou Utrik - Bokak ou Taongi (inhabitée) - Bikar (inhabitée) - Toke ou Taka (inhabitée) | Utrōk: - Utrōk - Bokaak ou Bok-ak - Pikaar - Tōkā | MH-UTI          | RM22           | — - 410 - 073 - 060 - 385 | Ratak         | 6 - 2 - 3 - 0,5 - 0,5 | 433 - 433 - 0 - 0 - 0 |
| Wotho | Wōtto                                             | MH-WTH          | RM23           | 420                       | Ralik         | 4                     | 145                   |
| Wotje : - Wotje - Erikub (inhabitée)                                                                             | Wōjjā: - Wōjjā - Ādkup                            | MH-WTJ          | RM24           | — - 430 - 100             | Ratak         | 10 - 2 - 8            | 866 - 866 - 0         |

### Webographie
- (en) Géographie, ambassade de la république des Îles Marshall, à Washington, D.C. (États-Unis).
- (en) Municipalités des Îles Marshall, Statoids.com